# Absyntho
Absyntho foi uma banda brasileira de pop rock, formada no Rio de Janeiro, capital do estado de Rio de Janeiro. Fizeram sucesso com as canções "Meu Ursinho Blau Blau" e "Só a Lua", além do som "Lobo".

## Carreira
O Absyntho foi criado em 1982 pelo quinteto Sylvinho Blau-Blau, Fernando Sá, Sérgio Diamante, Walderley Pigliasco e Darcy. Em outubro de 1983, o grupo lançou seu primeiro compacto: Meu Ursinho Blau Blau, cuja canção homônima transformou-se logo em hit. O primeiro compacto do Absyntho vendeu 350 mil cópias.
Em 1984, a banda lançou outro compacto: Palavra Mágica. No ano seguinte, foi lançado o primeiro LP da Absyntho, intitulado Absyntho, que continha o sucesso "Balanço do Trem".
O grupo foi extinto em 1987 e Sylvinho Blau-Blau resolveu seguir carreira solo, porém sem sucesso.

## Integrantes e instrumentos
- Sylvinho Blau-Blau - voz e vocal
- Fernando Sá. - guitarra e vocal
- Wanderley Pigliasco - baixo
- Sérgio Diamante. - teclado
- Darcy (Absyntho). - bateria

## Discografia

### Álbuns de estúdio
| Título           | Detalhes do álbum                                             |
| ---------------- | ------------------------------------------------------------- |
| Absyntho         | - Lançamento: 1985 - Gravadora: RCA Victor - Formatos: LP     |
| Juntos Até o Fim | - Lançamento: 1989 - Gravadora: Distak Records - Formatos: LP |

### Singles
Compactos
| Ano  | Single                              | Vendas  |
| ---- | ----------------------------------- | ------- |
| 1983 | "Meu Ursinho Blau Blau / Amar Você" | 350.000 |
| 1984 | "Palavra Mágica / Linda Criatura"   |         |
| 1986 | "Só a Lua / Lobo"                   |         |